# Tomori Ede Ignác
Tomori Ede Ignác (Újbesenyő, 1920. április 28. – Budapest, 1997. december 30.) magyar fotóművész.

## Életpályája
1936-ban kezdett fényképezni. 1941–1948 között katona volt; hadifogoly lett a Szovjetunióban. 1952-ben a Budapesti Amatőr Fotóklubban kezdett dolgozni; 1957-ben klubtitkárnak, 1960-ban főtitkárnak, 1976–1987 között pedig elnöknek nevezték ki. 1957–1960 között a Magyar Fotóművészek Szövetségének szervezőtitkára, 1962–1986 között elnökségi tagja volt. 1961–1967 között az IBUSZ Sajtó- és Propagandaosztályának fotósa volt. 1967-től az EFIAP egyesület küldöttje volt. 1967–1971 között a FŐFOTÓ reklámfényképésze volt. 1970-ben végzett a Szabadegyetemen, ahol művészettörténetet tanult. 1971-től szabadfoglalkozású fotóművész volt.

### Munkássága
Képei megjelentek képeslapokban, könyvekben. Külföldi kiállításokon, tanfolyamokon vett részt. Prospektusokat, szórólapokat, plakátokat fotózott. Nagyméretű színes diákat, posztereket, naptárokat készített. A FIAP-ban Magyarország képviselője, a Budapesti Fotóklub volt elnöke. A Fotószövetség elnökségi tagja volt.

## Családja
Szülei Tomori Ede és Otmarich Eleonora voltak. 1949-ben házasságot kötött Gyánti Piroskával. Egy fiuk született: László (1950–1980).

## Kiállításai

### Egyéni
- 1995 Budapest

### Válogatott, csoportos
- 1957, 1987 Budapest

## Díjai
- Szocialista Kultúráért (1978)
- Pécsi József-díj (1986)

## Fordítás
- Ez a szócikk részben vagy egészben  az   Ede Tomori című angol Wikipédia-szócikk ezen változatának fordításán alapul.  Az eredeti cikk szerkesztőit annak laptörténete sorolja fel. Ez a jelzés csupán a megfogalmazás eredetét és a szerzői jogokat jelzi, nem szolgál a cikkben szereplő információk forrásmegjelöléseként.